# Йеаф
Йеаф (ивр. יעף‎) — общинное поселение в центральном Израиле, Расположенное на равнине Шарон недалеко от Тель-Монда. Относится к региональному совету Лев-ха-Шарон.

## Население
По данным Центрального статистического бюро Израиля, население на начало 2020 года составляло 300 человек.

## История
Деревня основана в 1968 году как расширение окружающих её мошавов: Кфар-Ябец, Азриэль и Порат. Позднее он стал самостоятельным сельским поселением.
Название представляет собой аккроним от названий этих трех мошавов: Йабец, Азриэль и Порат.